# Kanchinakote, Nagamangala
Kanchinakote là một làng thuộc tehsil Nagamangala, huyện Mandya, bang Karnataka, Ấn Độ.